# هوشینا ماسایوکی
هوشینا ماسایوکی (به ژاپنی: 保科正之 Hoshina Masayuki); ۱۷ ژوئن ۱۶۱۱ – ۴ فوریهٔ ۱۶۷۳) یک سیاستمدار اهل ژاپن در اوایل دوره ادو و بنیان‌گذار خاندان آیزوماتسودایرا بود.